# Saccharomyces cerevisiae
levure de bière, levure de boulangerie
Espèce
Synonymes
- Candida robusta, Diddens and Lodder
- Saccharomyces ellipsoideus, E. C. Hansen, 1883

Saccharomyces cerevisiae est une espèce de levures employée notamment dans la fermentation de la bière. Elle occupe une place particulière parmi les ferments, levains et levures utilisés depuis la Haute Antiquité : de nombreux peuples, tels que les Égyptiens, Babyloniens ou Celtes, l’utilisaient pour la fabrication de boissons fermentées, du pain, du kéfir, du vin et de la bière de fermentation haute. Cette espèce a été découverte, isolée et identifiée au milieu du XIXe siècle par des brasseurs hollandais à la demande de la corporation des boulangers parisiens qui commençaient à industrialiser leur production et cherchaient pour leur pain un procédé de fermentation plus fiable et plus rapide que leur levain traditionnel. Ainsi dans ces domaines, certains mélanges de ses différentes souches sont appelées « levure de boulanger » et « levure de bière ».
Par analogie avec son mode de reproduction, elle est également nommée « levure à bourgeon » (ou « levure bourgeonnante », budding yeast en anglais). L'addition de Saccharomyces cerevisiae est admise comme levure de panification par le décret no 93-1074 en France.

## Étymologie
Saccharomyces cerevisiae est construit sur les racines grecques σάκχαρις, saccharo (sucre), μύκης, myces (champignon) et le mot latin cerevisia -ae, cervoise (mot d'origine gauloise désignant la bière).

## Histoire
Au XIXe siècle, les boulangers obtenaient leur levure auprès des brasseurs de bière, et cela leur permettaient de faire leur pain grâce à la « fermentation sucrée » comme pour le Kaisersemmel, aussi nommé le petit pain de l’empereur, qui ne possède généralement pas l’aigreur produite par l’acidification typique des lactobacilles. Cependant, les brasseurs de bière sont progressivement passés de la levure de fermentation haute (S. cerevisiae) à la levure de fermentation basse (S. pastorianus), ce qui a entraîné une pénurie de levures boulangères. L’innovation du procédé de Vienne, créé en 1846, est souvent présentée comme l’utilisation de vapeur dans les fours de cuissons, ce qui a donné de nouvelles croûtes. Il convient également de noter l'inclusion de procédés permettant une mouture fine des grains (voir le gruau de Vienne). La fissuration progressive des grains remplaçant un écrasement en un seul passage, ainsi que l'amélioration des procédés de culture et de récolte des levures à fermentation haute (appelées levures de pression) sont alors mis en place.
Les progrès de la microbiologie à la suite des travaux de Louis Pasteur ont conduit à améliorer la culture de souches pures. En effet, en 1879, la Grande-Bretagne a introduit des cuves spécialisées pour la production de S. cerevisiae et les États-Unis, au tournant du siècle, utilisaient des centrifugeuses pour la production de levures, rendant ainsi possible la commercialisation de la levure moderne, et faisant de la production de levure une branche industrielle majeure. Les levures en suspension créées par les petits boulangers ou épiciers sont devenues de la levure de crème, une suspension de cellules de levure vivante en milieu de croissance. Puis les levures compressées sont devenues de la levure fraîche à gâteau qui est devenue le levain standard des boulangers dans une grande partie du monde occidental au début du 20e siècle.
Pendant la Seconde Guerre mondiale, Fleischmann a développé pour les forces américaines une levure sèche active sous forme de granules, qui ne nécessitait pas de réfrigération et possédait une plus longue conservation et une meilleure tolérance à la température que la levure fraîche. C’est encore aujourd’hui la levure standard pour la cuisine militaire américaine.
Une entreprise a créé une levure qui montait deux fois plus vite et réduisait le temps de cuisson. Plus tard, dans les années 1970, le Groupe Lesaffre créa la levure instantanée, qui a gagné en utilisation et pris une part de marché considérable au détriment des levures fraîche ou sèche pour diverses applications.

## Description
Saccharomyces cerevisiae est un eucaryote unicellulaire, se présentant sous forme de cellules isolées, ovoïdes à arrondies, longues de 6 à 12 µm et larges de 6 à 8 µm. À l'état naturel, on retrouve Saccharomyces cerevisiae principalement sur les fruits comme les raisins et sur la grande majorité des écorces d'arbres (par exemple sur le chêne).

## Écologie
Il a été démontré que les princesses des guêpes sociales (le Frelon européen et les Polistes notamment) constituaient un réservoir naturel de Saccharomyces cerevisiae. En effet, celles-ci abritent des cellules de levure dans leur intestin pendant l’hivernation (de l'automne au printemps) et les transmettent à leur progéniture lors de la fondation de leur nid. Ces guêpes permettent alors la survie des souches de levures pendant les saisons défavorables et servent de vecteurs disséminant les levures vers des cibles appropriées telles que des fruits mûrs à la fin de l’été.

## Cycle de vie

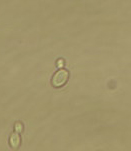
Le bourgeonnement.

Cycle de vie de Saccharomyces cerevisiae.

Saccharomyces cerevisiae est capable de se multiplier sous deux formes : une forme diploïde (2n = 32 chromosomes) et une forme haploïde (n = 16 chromosomes).
Le cycle cellulaire de Saccharomyces cerevisiae est très stéréotypé et peut s’accomplir de deux manières : par reproduction asexuée ou par reproduction sexuée. Les cellules haploïdes se multiplient en bourgeonnant : la cellule mère bourgeonne une cellule fille plus petite (mitose), mais possédant la même information génétique. Il existe des cellules haploïdes « a » et des cellules haploïdes « α » qui correspondent à des signes sexuels distincts. Ces deux types de cellules ne se distinguent pas morphologiquement mais par la phéromone qu'elles produisent : MATa ou MATα. Les phéromones libérées permettent l'amorce du processus de fécondation en se liant à un récepteur spécifique. Ensuite c'est la fusion entre une cellule « a » et une « α » qui donne naissance à une cellule diploïde « a/α ». Tant que l'environnement est favorable, le diploïde se multiplie par bourgeonnement. Si les nutriments viennent à manquer, la cellule repasse en phase haploïde par un processus de méiose. On obtient finalement quatre noyaux haploïdes qui sont inclus dans les spores (ascospores) contenues dans un sac appelé asque. L'enveloppe de l'asque se rompt à maturité et libère alors deux cellules « a » et deux cellules « α » qui peuvent recommencer le cycle.
Les souches industrielles sont souvent polyploïdes (3, 4, 5n chromosomes) et donc possèdent plusieurs gènes pour un même caractère. Elles sont donc plus stables génétiquement car difficiles à faire muter. La plupart de ces souches sont incapables de sporuler dans les conditions de culture industrielle et se reproduisent par bourgeonnement.

## Métabolisme
Saccharomyces peut produire l'énergie nécessaire à sa survie et à sa reproduction de deux manières différentes, en fonction du milieu ambiant. Ces deux modes de production d'énergie sont :
- la voie aérobie : respiration, transformation du glucose en dioxyde de carbone et ATP à l'aide de l'oxygène ou utilisation de l'éthanol avec consommation d'O2 (transition diauxique) ;
- la voie anaérobie : la fermentation alcoolique du glucose.

Le premier est utilisé en cuisine, tandis que la fermentation est privilégiée pour la production d'alcool tel que le vin, la bière, le cidre et bien d'autres.
Une température de 30-35 degrés est optimale pour sa reproduction.

## Méthode d'isolement et d'identification

### Méthode d’isolement
À l’état naturel, Saccharomyces cerevisiae est retrouvée principalement à la surface de certains fruits, comme le raisin ou les dattes, ainsi que sur les plantes. Ici, on choisira le raisin comme source de prélèvement car il joue un rôle crucial dans la fermentation alcoolique du vin. De plus, le raisin est riche en sucres fermentescibles, favorisant la croissance de Saccharomyces cerevisiae, faisant d'elle une candidate idéale pour l'isolement de la levure. Et bien que les sources de prélèvement de la levure puissent varier, les techniques de prélèvement restent relativement les mêmes.

### Méthodes d'identification

#### Identification moléculaire

##### RFLP(Restriction Fragments Length Polymorphism) ou Analyse de Restriction de l’ADN mitochondrial
Cette technique repose sur la variabilité au niveau des séquences de l’ADN mitochondrial (ADNmt) entre les souches de S. cerevisiae. À l’aide d’enzymes de restrictions, on coupe l’ADNmt à des séquences spécifiques, on obtient ainsi des fragments de longueur différente
selon les souches. Puis on sépare ces fragments par électrophorèse en fonction de leur taille. Enfin, le motif obtenu (longueur et nombre des fragments), est spécifique à chaque souche, permettant leur identification . Cette méthode est l’une des plus utilisées pour caractériser des isolats de vin lors de la fermentation alcoolique.

##### Amplification de séquences Delta
L’ADN de S. cerevisiae possède des rétrotransposons Ty1, qui sont eux-mêmes entourées de séquences appelées delta. Ces séquences delta varient en nombre et en position selon les souches. On peut utiliser la PCR pour cibler et amplifier les rétrotransposons Ty1 contenant les séquences delta. Des amorces spécifiques (delta 1 et delta 2) sont utilisées pour identifier les séquences qui nous intéressent. Les fragments amplifiés sont séparés par électrophorèse, permettant ainsi la différenciation des souches selon la longueur et le nombre de ces fragments.

##### Génotypage par microsatellites
Par définition, les marqueurs microsatellites sont des séquences courtes de l’ADN répétées dont le nombre de répétitions varie beaucoup selon les espèces, les individus et même selon l’allèle. Ils peuvent alors représenter une source de différenciation entre les souches de S.
cerevisiae. On peut amplifier ces séquences à l’aide de la PCR et ensuite par électrophorèse, on détermine la longueur de chaque marqueur microsatellite (figure 3). Les profils obtenus (nombre et taille des fragments amplifiés) pour au moins six microsatellites permettent une
différenciation sûre des souches de S. cerevisiae.

#### Identification biochimique

##### Test de fermentation des sucres
On cultive S. cerevisiae dans des milieux contenant chacun des glucides différents qu’elle est capable de fermenter (glucose, galactose, maltose et saccharose) et on observe les indicateurs de la fermentation : la production de CO2 et/ou l’acidification du milieu. Il faudra donc également ajouter un indicateur de pH, par exemple le pourpre de bromocrésol, pour observer le changement de couleur du milieu ou une cloche de Durham pour piéger le gaz, uniquement si le milieu est liquide. Ensuite on incube généralement de 24 à 72 heures dans des conditions de pH et températures optimales. Si le milieu devient acide et/ou il y a production de gaz, on a un résultat positif, cela signifie qu’on a bien identifié S. cerevisiae dans le milieu.
On peut également faire l'expérience inverse et cultiver la levure dans un milieu contenant un glucide qu’elle ne fermente pas, tel que le lactose. On s’attend alors à un résultat négatif, c'est-à-dire pas d'indicateurs de la fermentation.

##### Test de d’assimilation des sources de carbone ou d’azote
Similaire au test de fermentation, on peut cultiver S. cerevisiae avec, comme seule source de carbone ou d’azote, un composé qu’elle est capable d’assimiler (glucose, saccharose, maltose, galactose, tréhalose) ou avec un composé qu’elle n’est pas capable d’assimiler
(lactose, inositol). Cette fois-ci, la lecture sera basée sur la croissance visible ou non de la levure. On peut évaluer la croissance à l'œil nu ou de manière quantitative avec la spectrophotométrie.

##### Test de catalase (test enzymatique)
On souhaite déterminer si le microorganisme produit l'enzyme catalase qui décompose du peroxyde d’hydrogène en O2 et H2O. Cette réaction produit des bulles de gaz visibles. On place une petite quantité de culture sur une lame au microscope, on ajoute une goutte du H2O2 et on attend de voir si des bulles apparaissent ou pas. Pour S. cerevisiae, le résultat attendu est positif, il y a production
de gaz et cela signifie que la levure produit bien la catalase pour se protéger des effets toxiques du H2O2.

## Génome
Saccharomyces cerevisiae est également très utilisée comme organisme modèle en biologie cellulaire et en génétique car il présente plusieurs avantages :
- il est facile à manipuler en laboratoire (pousse sur des boîtes d'agar-agar ou en culture) ;
- son temps de génération est rapide (1 à 2 h dans un environnement optimal) ;
- il est non pathogène : on trouve Saccharomyces cerevisiae dans notre microbiote, sur la peau, les cavités orales, l'oropharinx, le vagin et le tube digestif[14] ;
- il peut vivre sous forme diploïde et haploïde : croisements faciles et manifestation directe des phénotypes ;
- conservation des processus de biologie cellulaire fondamentaux qui permet des études sur les fonctions ancestrales ;
- son génome est petit.

En 1996, ce fut le premier eucaryote dont le génome d'une de ses souches, S288C a été séquencé. Entreprise considérable pour l'époque, le séquençage du génome de la levure nécessita la collaboration de 641 scientifiques répartis dans 96 laboratoires dans le monde. Leur travail fut coordonné par seize généticiens sous la supervision d’André Goffeau, alors professeur à la Faculté d’ingénierie biologique, agronomique et environnementale de l'université Catholique de Louvain. Son génome nucléaire, composé de 16 chromosomes linéaires, fait 12 millions de paires de bases et contient de 5 800 à 6 572 gènes. On estime que l'Homme partage 23 % de ses gènes avec cette levure.
En 2011 est initié le programme Fungal Genomes Project, afin de séquencer le génome d'espèces plus ou moins proches de la levure (800 génomes décryptés en 2018). À partir de 2013, plusieurs équipes de recherche se concentrent sur Saccharomyces cerevisiae, avec l'objectif de séquencer le génome de 1 011 levures de toutes origines. Leurs travaux permettent de construire un arbre phylogénétique, dans lequel 813 des 1 011 souches se regroupent en 26 lignées. Cet arbre indique que l'espèce la plus proche de S. cerevisiae est S. paradoxus (une levure des arbres décidus) et que les souches de S. cerevisiae les plus proches de S. paradoxus viennent de Chine : S. cerevisiae a très certainement son origine en Chine,.
L'ensemble des données génomiques concernant Saccharomyces cerevisiae sont rassemblées sur Saccharomyces Genome Database

## Médecine
Certaines études ont montré la possibilité d'utiliser une souche appelée Saccharomyces cerevisiae var. boulardii comme médicament pour plusieurs maladies gastro-intestinales ou encore pour réduire le risque de diarrhées associé aux antibiotiques.
Les anticorps anti-Saccharomyces cerevisiae sont un outil de diagnostic en médecine pour déterminer le type d'une maladie gastro-intestinale.

## Autres usages

### Recherche
En laboratoire de recherche, cette levure est utilisée pour induire une fièvre (pyrexie) chez le rat ou la souris de laboratoire.
Saccharomyces cerevisiae est aussi un champ de recherche sur l'intégration d'ADN synthétique. En 2014, il y est implanté avec succès une synthèse fonctionnelle d'un chromosome, et en 2024, c'est plus de la moitié de son matériel génétique qui a été recréé en laboratoire, ces réalisations étant des premières pour des cellules eucaryotes,.

### Valorisation économique d'un sous-produit brassicole
Dans le cadre de l'économie circulaire et de la valorisation des sous-produits agro-industriels, cette levure qui était un déchet industriel brassicole produit sous forme de suspension humide (85-97%), peu coûteuse, abondante (1,7 à 2,3 g par litre de bière produit) et riche en vitamine (avec même un peu de vitamine B12 : 0,12 à 0,33 mg pour 100 g de levure sèche) et en nombreux nutriments intéresse diverses filières
Peu d'études semblent publiées sur ce sujet, mais la levure de bière contient toutefois souvent des résidus indésirables en quantités importantes, comme :
- le plomb (Pb)[26] ; L'orge qui sert à produire le malt est une graminée hyperaccumulatrice des métaux lourds et en particulier du plomb[27]. Et par ailleurs, la levure de bière a été étudiée et proposée (2021) comme un puissant agent de fongoremédiation : elle peut être utilisée pour décontaminer des eaux polluées par certaines encres (basiques) et par certains métaux lourds (plomb notamment, source de saturnisme) par exemple pour des eaux acides de drainage minier (source majeure de pollution de l’eau dans les régions minières) ; « un seul gramme de cellules de levure inactives et séchées peut éliminer jusqu'à 12 milligrammes de plomb dans des solutions aqueuses dont la concentration initiale en plomb est inférieure à 1 partie par million. Ils ont également montré que le processus est très rapide, puisqu'il prend moins de cinq minutes. ». Une étude (2020) a analysé 15 échantillons de levure de bière venant de différents pays (teneur moyenne : 0,24 microgramme/gramme de levure)[28]. Une autre (2018) en avait trouvé (pour 10 échantillons) en moyenne 0,16 microgramme/g par gramme pour la levure de bière, et 0,12 pour la levure nutritionnelle[29]. Une troisième (2017) sur neuf échantillons traités à différentes températures en avait trouvé en moyenne 0,18 microgramme/gramme, et cette teneur n’était pas affectée par le traitement thermique[30].
- le nickel (Ni)[26] ;
- le lithium (Li)[26].
- des résidus de pesticides issus des cultures d'orge et/ou de houblon. 
Par exemple, des résidus de glyphosate (désherbant) étaient retrouvés en Allemagne dans 6 bières sur 14 en 2020[31] alors qu'en 2007, 9,5 % des céréales testées en Europe par l'EFSA en contenaient[32] et dans l'étude EAT 2 l'ANSES en a retrouvé dans tous les échantillons de céréales infantiles analysés[33].

À condition de gérer ces indésirables, la levure de bière peut devenir une source « verte » de peptides bioactifs.
Une suspension de levure résiduelle de bière contient pour plus de 50 % de sa composition (en matière sèche) des protéines, ainsi que des polysaccharides et en quantité moindre des acides ribonucléiques (ARN), des minéraux et fibres et des lipides.
On peut, après maturation et via des traitements de rupture de la paroi cellulaire tels que l'autolyse, broyage par billes de verre, l'hydrolyse enzymatique produire un hydrolysat et en extraire des protéines antioxydantes et autres (le fractionnement de l’hydrolysat protéique, via l'ultrafiltration sur membranes, membranes céramiques éventuellement, permet de récupérer des molécules d'intérêt pour l'Industrie (agroalimentaire, biotechnologique et pharmaceutique).